# Bolboceras consanguineus
Bolboceras consanguineus es una especie de coleóptero de la familia Geotrupidae.

## Distribución geográfica
Habita en Birmania.